# Chrysectropa
Chrysectropa är ett släkte av fjärilar. Chrysectropa ingår i familjen snigelspinnare.
Kladogram enligt Catalogue of Life:
| Chrysectropa | \| \| Chrysectropa roseofasciata \| \| \| \| \| \| Chrysectropa unilinea \| \| \| \| |
|              | \| \| Chrysectropa roseofasciata \| \| \| \| \| \| Chrysectropa unilinea \| \| \| \| |
|              | Chrysectropa roseofasciata                                                           |
|              |                                                                                      |
|              | Chrysectropa unilinea                                                                |
|              |                                                                                      |